# سامی ذیب ابوسحلیه

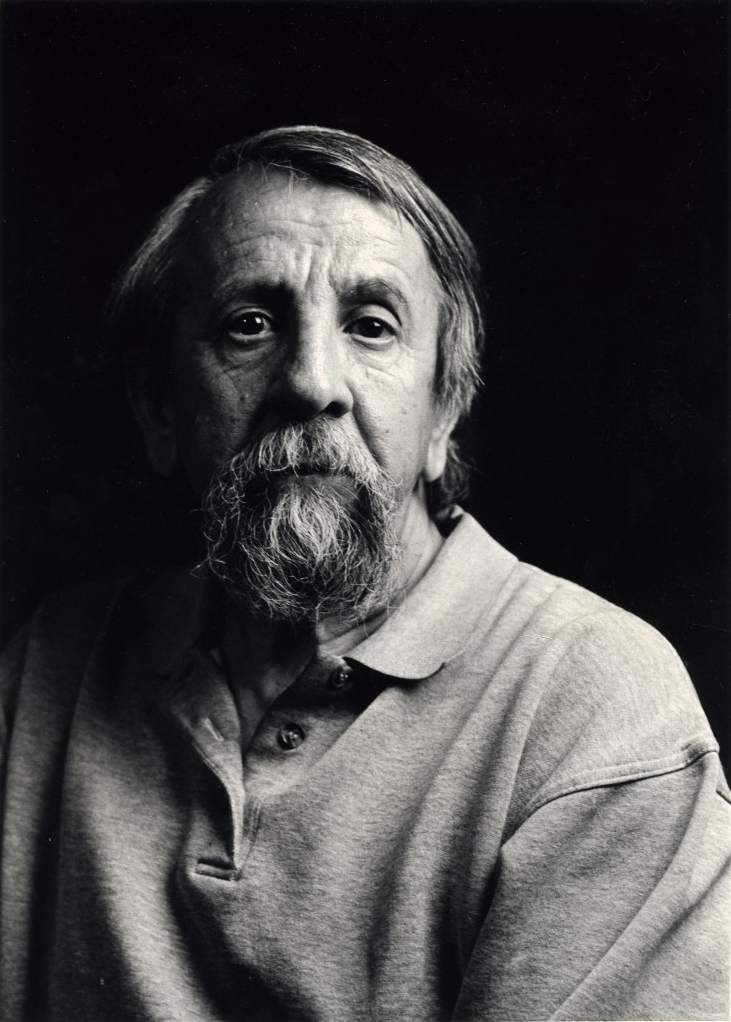

سامی الذیب، (به انگلیسی: Sami Aldeeb)، (به عربی: سامی الذیب) (زاده ۵ سپتامبر، ۱۹۴۹) وکیل و یک فلسطینی و سویسی است.
در یک خانواده مسیحی در روستای زابابده در نزدیکی جنین زاده شد. وی دارای دکترای حقوق از دانشگاه فرایبورگ و دکترای علوم سیاسی از موسسه دانشگاهی مطالعات عالی بین‌المللی ژنو می‌باشد.
حوزه‌های تخصصی فعالیت وی حقوق اسلام و عرب می‌باشد. سامی ذیب قرآن را بر اساس نسخه دانشگاه الازهر به زبان فرانسه ترجمه نموده‌است.
او از سال ۱۹۸۰ تا ۲۰۰۹ رئیس بخش قوانین عرب و اسلامی در نهاد حقوق تطبیقی (Comparative Law) بود. هم چنین رئیس مرکز قوانین عرب و اسلامی بوده و در دانشگاه‌های مختلفی در سویس، فرانسه و ایتالیا تدریس کرده‌است.